# 大岭镇 (公主岭市)
大岭镇，是中华人民共和国吉林省长春市公主岭市下辖的一个乡镇级行政单位。

## 行政区划
大岭镇下辖以下地区：
大岭社区、大岭村、岭西村、永兴村、山咀子村、南道村、南兴村、三合村、黄花村、东沟村、姜李村、崔家村、永和村、长发村、二道村和孟家村。